# Kameralamt Hohenasperg
Das Kameralamt Hohenasperg war eine Einrichtung des Königreichs Württemberg, die im Amtsbezirk Besitz und Einkommen des Staates verwaltete. Es bestand von 1807 bis 1813 in Asperg. Das Kameralamt wurde im Rahmen der Neuordnung der Staatsfinanzverwaltung im Königreich Württemberg geschaffen.

## Geschichte
Durch Verfügung vom 26. August 1813 erfolgte die Vereinigung der aufgehobenen Kameralverwaltung Hohenasperg mit dem Kameralamt Markgröningen.